# Бирюксинский перевал
Бирюкси́нский перевал — перевал через Семинский хребет в Алтайском крае, лежит на кратчайшей дороге из города-курорта Белокуриха в курортную зону Бирюзовая Катунь, граничащую с Чемальским районом Республики Алтай. Образует собой часть асфальтированной дороги регионального значения К-29 с.Алтайское — с.Ая — ОЭФ Бирюзовая Катунь. Является водоразделом реки Бирюкса, уходящей на север, и реки Малый Каим и её небольших притоков, уходящей на восток.
Перевал назван по одноименной реке. С перевала открывается красивый вид на предгорье Алтая.